# Orde van Sint-Cyrillus en Sint-Methodius
De Koninklijke Orde van Sint-Cyrillus en Sint-Methodius (Bulgaars: Св. св. Кирил и Методий) werd op 18 mei 1909 gesticht. Op 21 februari 1910 werd de stichting, in een speciaal daartoe aangenomen wet, door de XIVe Nationale Vergadering goedgekeurd. Op de keerzijde van het kruis staat de stichtingsdatum 21 februari 1910.

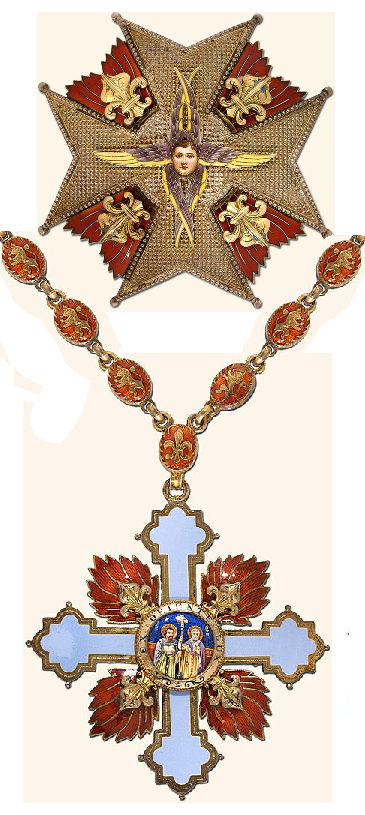
Ster en keten van de Orde van Sint-Cyrilius en Sint-Methodius

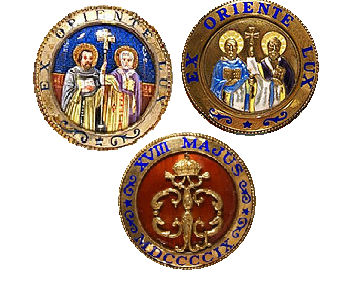
Drie medaillons, boven tweemaal de voorzijde, daaronder de keerzijde met het monogram van de stichter.

De broers Cyrillus en Methodius waren de apostelen van de Slaven. Methodius vertaalde de Bijbel en Cyrillus ontwikkelde het in Bulgarije gebruikte Glagolitisch alfabet, voorloper van het huidige cyrillisch schrift.
De Bulgaarse republiek schafte deze onderscheiding af, maar in 1950 werd er een nieuwe onderscheiding ingesteld, de "Orde van Cyrillius en Methodius" (Bulgaars: Орден "Кирил и Методий"). De atheïstische communistische regering liet het woord Heilige weg.

## De Orde van Sint-Cyrillus en Sint-Methodius (1909 - 1946)
De orde had ten tijde van het koninklijk bestuur over Bulgarije één enkele graad. De versierselen bestonden uit een groot kruis en een op de linkerborst gedragen ster. Het kruis werd aan een grootlint of een keten gedragen.
Het kleinood, kruis of juweel van de koninklijke orde was een Byzantijns kruis met vier lange dunne lichtblauw geëmailleerde armen en tussen de armen van het kruis vier op rood geëmailleerde vlammen gelegde gouden lelies. De randen van de vier kruisarmen zijn van goud. Op het centrale medaillon zijn op de voorzijde de twee orthodoxe heiligen afgebeeld en op de gouden ring daaromheen staat het Latijnse motto van de orde: ”EX ORIENTE LUX” (Latijn: ”Uit het oosten (komt) het licht”). Op de keerzijde was in het medaillon het gekroonde gouden koninklijke monogram tegen een donkerrode achtergrond afgebeeld. Rond dat medaillon loopt een gouden ring met de stichtingsdatum "XVIII MAJUS MDCCCCIX" in blauwe Latijnse cijfers en letters. Op de uiteinden van het kruis zijn twaalf kleine gouden ballen aangebracht.
Het lint van de orde was oranje-roze.
Het kruis van de orde is origineel vormgegeven, maar de ster is overgenomen van de Franse Orde van de Heilige Geest.
De keten bestond uit 25 kleine rood geëmailleerde gouden schakels met daarop gouden Bulgaarse leeuwen. De centrale schakel was met een lelie versierd. De geëmailleerde schakels zijn met steeds twee kleine maar dikke gouden schakels aan elkaar verbonden. Boven het kruis is geen verhoging zoals een kroon of krans aangebracht.
De zilveren ster, deze heeft de vorm van een kruis van Malta, was eveneens geïnspireerd door die van de Orde van de Heilige Geest maar draagt een serafijn in plaats van een duif. Ook bij de ster werden tussen de armen van het kruis vier op rood geëmailleerde vlammen gelegde gouden lelies aangebracht. Het oppervlak van de ster is niet glad maar fijn bewerkt en in kleine vlakjes verdeeld. De serafijn is met veel aandacht voor details geëmailleerd.
De keten werd door de Bulgaarse koningen veel gedragen. Ze is op portretten vaak te zien.
De in 1946 verdreven Bulgaarse koning Z.M. Simeon II uit het Huis Saksen-Coburg (Bulgaarse tak) heeft in 1946 geen formele troonsafstand getekend en hij beschouwde de Koninklijke Orde van Sint-Cyrillus en Sint-Methodius ook tijdens zijn ballingschap als zijn huisorde. Hij noemde zich ook toen de grootmeester van deze orde.

## De orde van Cyrillus en Methodius
In het communistische Bulgarije werden de koninklijke orden afgeschaft om door socialistische orden te worden vervangen. Een daarvan was de Orde van Cyrillus en Methodius. De aanduiding "Sint" was door de atheïstische regering weggelaten.
Ook deze orde werd voor culturele verdiensten toegekend.
Het versiersel, een ronde medaille met een afbeelding van de twee heiligen in reliëf en een vijfpuntige ster op de plaats waar de ring aan de medaille werd bevestigd, leek niet op dat van de koninklijke ridderorde. Alle drie de medailles werden aan een lichtblauw lint gedragen.
De communistische orde had drie graden.
De Ie Klasse was een gouden, of goudkleurige, medaillon met een rode achtergrond.
De IIe Klasse was een zilveren, of zilverkleurige, medaillon met een lichtblauwe achtergrond.
De IIIe Klasse was een ongeëmailleerde zilveren, of zilverkleurige, medaille.
De drie medailles waren even groot.

## De moderne Orde van Sint-Cyrillus en Sint-Methodius
Na de val van de communistische dictatuur werd een aantal van de koninklijke Bulgaarse orden weer in ere hersteld. De versierselen en statuten werden wel gewijzigd. De Bulgaarse president verleent deze orde aan Bulgaren en vreemdelingen voor belangrijke bijdragen aan de ontwikkeling van cultuur, kunst, onderwijs en wetenschap.
De orde kreeg drie graden.
- Keten van de Orde van Sint-Cyrillus en Sint-Methodius. De gedecoreerde draagt een keten met daaraan een kruis van de orde en een ster.
- Eerste Klasse. De gedecoreerde draagt een groot verguld kruis aan een driehoekig oranje lint met rozet op de linkerborst.
- Tweede Klasse. De gedecoreerde draagt een groot verzilverd kruis aan een driehoekig oranje lint op de linkerborst.

De keten wordt toegekend voor bijzondere en significante bijdragen aan de ontwikkeling van cultuur, kunst en wetenschap.
De Ie Klasse wordt toegekend aan personen met grote verdiensten cultuur voor de kunst, het onderwijs en de wetenschap
De IIe Klasse wordt toegekend aan leraren en voor verdienstelijk werk in culturele en maatschappelijke instellingen.
Het moderne kruis van de orde lijkt op het vooroorlogse kruis. Er zijn echter verschillen; tussen de armen is niet langer een lelie afgebeeld en in het medaillon op de keerzijde is nu een diagonaal afgebeelde Bulgaarse vlag afgebeeld. De twee heiligen in het medaillon zijn niet meer zo gedatailleerd geschilderd. In plaats van het geschilderde portret werd een gouden reliëf aangebracht.
De moderne keten bestaat uit kleine ovale schakels met daarop gekroonde gouden Bulgaarse leeuwen. De centrale schakel kreeg de vorm van een gouden leliekruis met daaromheen rood geëmailleerde vlammen. De schakels worden met kleine gouden schakels met elkaar verbonden.

### De koninklijke keten
De koninklijke keten lijkt sterk op die van de Franse Orde van de Heilige Geest. Net als bij deze beroemde oude orde bestaat de keten uit schakels van elk vier vlammen. Bij de Bulgaarse orde zijn de gouden initialen van koning Hendrik III van Frankrijk vervangen door een gouden Bulgaarse leeuw en vervangt een monogram de gouden lelie van de Bourbons.
De centrale schakel heeft wel een gouden lelie.
Boven het kruis is bij de keten een serafijn aangebracht.